# Planet (Astrologie)
Ein Planet ist im geozentrischen System der Astrologie ein sichtbarer Himmelskörper, der sich im Gegensatz zu den Fixsternen auf einer periodischen Bahn bewegt.
Die Position eines Planeten im Tierkreis, in den Häusern und seine Aspekte sind wichtige Deutungsfaktoren im Horoskop.

## Klassische Planeten
Zu den astrologischen Planeten zählen, anders als bei den Planeten in der Astronomie, auch Sonne und Mond (in der Astrologie traditionell als Lichter bezeichnet), nicht aber die Erde, die ja aus geozentrischer Sicht der Standpunkt des Beobachters ist. Seit dem Altertum sind daher sieben „klassische“ Planeten bekannt, nämlich (in der Anordnung der sogenannten Chaldäischen Reihe vom langsamsten Planeten zum schnellsten):
- ♄ Saturn
- ♃ Jupiter
- ♂ Mars
- ☉ Sonne
- ♀ Venus
- ☿ Merkur
- ☽ Mond

Bewegte Himmelskörper wie Kometen, von denen sich die meisten auch auf periodischen Bahnen bewegen, werden traditionell nicht den Planeten zugerechnet, da man zum einen deren Periodizität erst in der Neuzeit erkannte und sie zum anderen der sublunaren Sphäre zuordnete, also nicht den astronomischen, sondern den meteorologischen Erscheinungen.

## Moderne Planeten
Nach der Entdeckung des Planeten Uranus 1781 und weiterer Planeten im 19. und 20. Jahrhundert – Neptun 1846 und Pluto 1930 – wurden auch diese in das astrologische System als Planeten integriert. Sie bilden die Gruppe der „modernen“ oder auch „transsaturnischen“ Planeten:
- ♅ Uranus
- ♆ Neptun
- ♇ Pluto

Obwohl Pluto seit 2006 in der Astronomie nicht mehr als Planet, sondern als Kleinplanet gilt, wird er in der Astrologie weiterhin als Planet behandelt, ebenso wie der Kleinplanet Ceres und eine Reihe von Asteroiden wie Vesta und Chiron. Die astrologische Konsensbildung hinsichtlich weiter entfernter Objekte des Kuipergürtels, zum Beispiel des Kleinplanet Haumea, ist noch in Arbeit.

## Weitere Unterscheidungen
Traditionell werden Planeten unterschieden in innere oder untere – solche die sich innerhalb der Erdbahn bewegen und nie in Opposition zur Sonne stehen können wie Merkur und Venus – und äußere oder obere – solche, die sich außerhalb der Erdbahn bewegen und in Opposition zur Sonne stehen können wie Mars, Jupiter und Saturn. Außerdem wird unterschieden nach Schnellläufern – Planeten, die sich relativ schnell bewegen wie Mond und Merkur – und Langsamläufern – Planeten, die sich relativ langsam bewegen wie Saturn und noch weiter entfernte Planeten.

Entsprechend den unterschiedlichen Umlaufzeiten, denen unterschiedliche Verweildauer in den einzelnen Tierkreiszeichen entspricht, werden die Planeten unterschieden in persönliche Planeten (Mond, Merkur, Venus, Sonne, Mars), deren Einfluss sich im individuellen Schicksal abbilde, gesellschaftliche oder soziale Planeten (Jupiter und Saturn), die für 1 bzw. 2½ Jahre im gleichen Zeichen stehen und daher 1 oder 2 Geburtsjahrgänge beeinflussten, und die geistige Planeten (Uranus, Neptun und Pluto), deren Einfluss sich auf ganze Generationen erstrecke.

Eine weitere traditionelle Unterscheidung ist die nach männlichen, weiblichen und androgynen Planeten. Sonne, Mars, Jupiter und Saturn gelten als männlich, Mond und Venus als weiblich und Merkur als androgyn.
Ptolemäus gibt im Tetrabiblos eine Einordnung der sieben Planeten in Anlehnung an die aristotelischen Grundquaitäten (warm/feucht, warm/trocken, kalt/trocken und kalt/feucht) an:
| Planet  | Qualität                       |
| ------- | ------------------------------ |
| Saturn  | kalt und trocken               |
| Jupiter | warm und feucht                |
| Mars    | heiß und trocken               |
| Sonne   | heiß und mäßig trocken         |
| Venus   | warm und feucht                |
| Merkur  | abwechselnd trocken und feucht |
| Mond    | warm und sehr feucht           |

Aufgrund dieser Eigenschaften unterscheidet Ptolemäus die Planeten in Wohltäter – solche mit grundsätzlich positivem Einfluss wie Jupiter und Venus (warm und feucht und daher fruchtbar) –, Übeltäter – solche mit grundsätzlich negativem Einfluss wie Mars und Saturn (heiß oder kalt und dazu trocken, daher lebensfeindlich) – und die übrigen, deren Einfluss von ihrer Stellung abhängt.
Die Positionen der Planeten in den Zeichen und Häusern werden unterschieden und bewertet je nachdem, ob ein Planet sich in einem Zeichen oder Haus befindet, in dem er herrscht beziehungsweise im Exil ist, oder ob er an einer Position steht, in der er erhöht oder im Fall ist.